# Allonothrus henroi
Allonothrus henroi är en kvalsterart som beskrevs av K. Fujikawa 2003. Allonothrus henroi ingår i släktet Allonothrus och familjen Trhypochthoniidae. Inga underarter finns listade i Catalogue of Life.